# Rítus (film, 1969)
A Rítus (Riten) egy 1969-ben bemutatott Ingmar Bergman rendezésében készült svéd filmdráma. Ez volt Bergman első televízióba szánt produkciója.

## Történet
Egy bíró egy meg nem nevezett országban három színészt hallgat ki együtt és egyenként is, akik ellen pornográfia vádja merült fel egy alakításuk miatt. A színészek kapcsolata egymással komplikált: Sebastian (Anders Ek) frivol és nagyivó, kételyek gyötrik, hogy ő a felelős előző színésztársa haláláért, közben pedig volt partnere özvegyével folytat viszonyt. A látszólag törékeny és gyakori rohamokra hajlamos Thea (Ingrid Thulin) , aki Sebastian új társának, Hansnak (Gunnar Björnstrand) felesége. Hans gazdag és független, ő a társulat vezetője, de egyre jobban kezd belefáradni a körülötte lévő dolgokba. A bíró végig bizonytalanságban tartja őket és fitogtatja hatalmát, de egy zárt meghallgatás során a színészek előadják neki "Rítus" című maszkjátékukat, mellyel egyben bosszút is állnak vallatójukon.

## Szereposztás
| Színész            | Karakter        |
| ------------------ | --------------- |
| Gunnar Björnstrand | Hans Winkelmann |
| Ingrid Thulin      | Thea Winkelmann |
| Anders Ek          | Sebastian       |
| Erik Hell          | bíró            |
| Ingmar Bergman     | pap             |

## Fordítás
- Ez a szócikk részben vagy egészben  a   The Rite (1969 film) című angol Wikipédia-szócikk fordításán alapul.  Az eredeti cikk szerkesztőit annak laptörténete sorolja fel. Ez a jelzés csupán a megfogalmazás eredetét és a szerzői jogokat jelzi, nem szolgál a cikkben szereplő információk forrásmegjelöléseként.